# Ferdinando Maria Pignatelli
Ferdinando Maria Pignatelli (ur. 9 czerwca 1770 w Neapolu, zm. 10 maja 1853 w Palermo) – włoski duchowny katolicki, arcybiskup Palermo, kardynał, teatyn.

## Życiorys
Święcenia kapłańskie przyjął 25 maja 1793. 21 lutego 1839 został wybrany arcybiskupem Palermo. Sakrę przyjął 1 kwietnia 1839 z rąk kardynała Emmanuela De Gregorio. 8 lipca 1839 Grzegorz XVI wyniósł go do godności kardynalskiej z tytułem prezbitera S. Mariae de Victoria. Wziął udział w konklawe wybierającym Piusa IX.